# Mrozy (gmina)
Pour les articles homonymes, voir Mrozy.
Mrozy est une gmina rurale (gmina wiejska) de la powiat de Mińsk, dans la Voïvodie de Mazovie, dans le centre-est de la Pologne.
Son siège administratif (chef-lieu) est la ville de Mrozy, bien qu'elle ne fasse pas partie du territoire de la gmina et qui se situe environ 17 kilomètres à l'est de Mińsk Mazowiecki (siège de la powiat) et 56 kilomètres à l'est de Varsovie (capitale de la Pologne).
La gmina couvre une superficie de 145,24 km2 pour une population de 8 681 habitants en 2006.

## Histoire
De 1975 à 1998, la gmina est attachée administrativement à la voïvodie de Siedlce.
Depuis 1999, elle fait partie de la voïvodie de Mazovie.

## Géographie
La gmina inclut les villages et localités de :

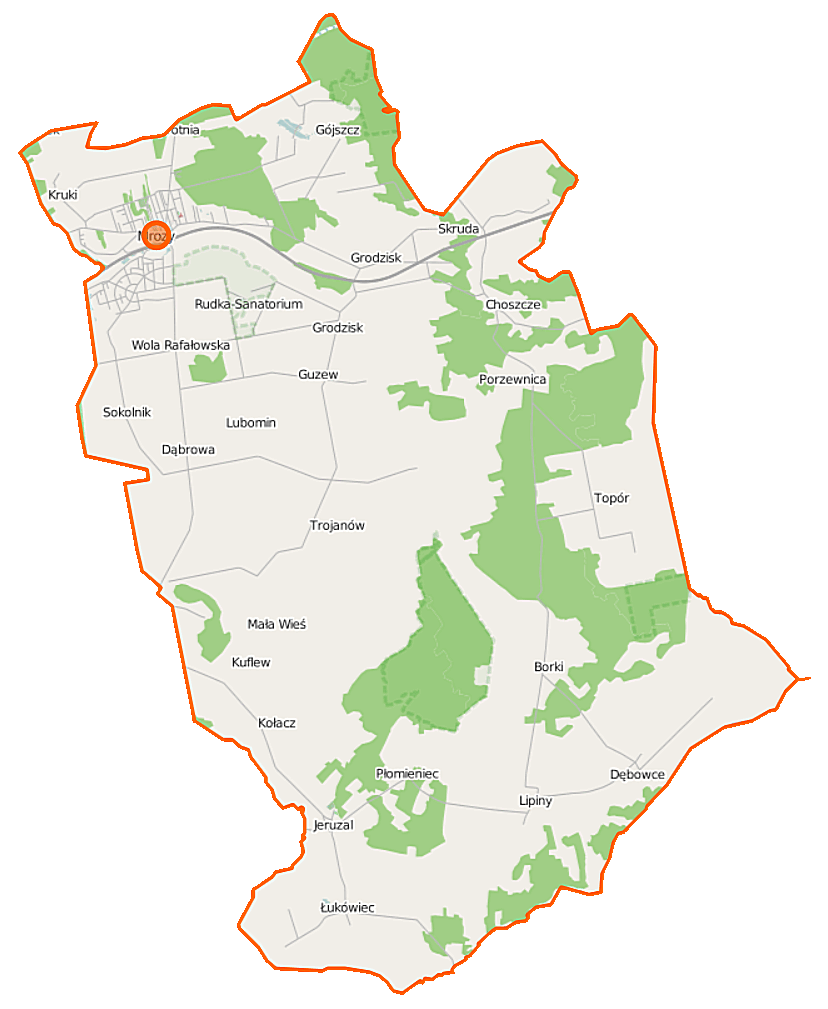
Plan de la gmina

- Borki
- Choszcze
- Dąbrowa
- Dębowce
- Gójszcz
- Grodzisk
- Guzew
- Jeruzal
- Kołacz
- Kruki
- Kuflew
- Lipiny
- Lubomin
- Łukówiec
- Mała Wieś
- Mrozy
- Natolin
- Płomieniec
- Porzewnica
- Rudka
- Skruda
- Sokolnik
- Topór
- Trojanów
- Wola Paprotnia
- Wola Rafałowska

### Gminy voisines
La gmina de Mrozy est voisine des gminy suivantes :
- Cegłów
- Kałuszyn
- Kotuń
- Latowicz
- Wodynie

## Structure du terrain
D'après les données de 2002, la superficie de la commune de Mrozy est de 145,24 km2, répartis comme tel :
- terres agricoles : 68 %
- forêts : 23 %

La commune représente 12,47 % de la superficie du powiat.

## Démographie
Données du 30 juin 2004 :
| Description        | Total  | Total | Femmes | Femmes | Hommes | Hommes |
| ------------------ | ------ | ----- | ------ | ------ | ------ | ------ |
| Unité              | Nombre | %     | Nombre | %      | Nombre | %      |
| Population         | 8 821  | 100   | 4 423  | 50,1   | 4 398  | 50,1   |
| Densité (hab./km²) | 60,7   | 60,7  | 30,5   | 30,5   | 30,3   | 30,3   |